# (202909) Jakoten
(202909) Jakoten est un astéroïde de la ceinture principale.

## Description
(202909) Jakoten est un astéroïde de la ceinture principale. Il fut découvert le 11 octobre 1996 à Kuma Kogen par Akimasa Nakamura. Il présente une orbite caractérisée par un demi-grand axe de 3,19 UA, une excentricité de 0,30 et une inclinaison de 17,3° par rapport à l'écliptique.

## Compléments